# Mozetta

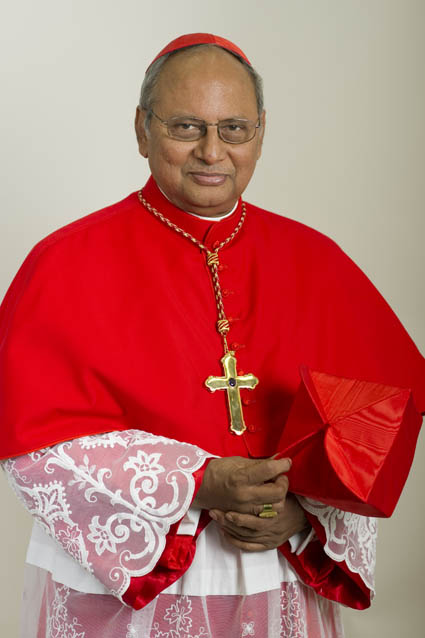
Kardinál Malcolm Ranjith v červené mozettě

Mozetta (italsky mozzetta) je krátká, vpředu uzavřená pláštěnka, která zakrývá ramena a nosí se přes rochetu. Její barva a výzdoba se mohou různit podle řádu, hodnosti nebo místa. Jedná se o součást liturgického oděvu u římskokatolických biskupů, prelátů a kanovníků. V některých případech můžeme najít mozettu s malou kapucí.

## Historie
Mozetta pravděpodobně pochází z druhé poloviny 15. století. Toto tvrzení se opírá o fresku Melozza da Forlìho „Sixtus IV. jmenuje Bartolomea Sacchiho prefektem Vatikánské apoštolské knihovny“, kde je Sixtus IV. vyobrazen v rochetě, přes kterou má červenou mozettu.

## Barva
Barva mozetty reprezentuje postavení jejího nositele.
- šarlatová – kardinálové
- purpurová – biskupové, kanovníci (v některých případech)
- černá s červeným lemováním a knoflíky – kanovníci (v některých případech), rektoři bazilik[2]

## Papežská mozetta
U papeže se setkáváme s pěti druhy mozett, z nichž každá je určena pro jinou událost.
- saténová, červené barvy se nosí od prvních nešpor, ve svátek Nanebevstoupení Páně až do svátku sv. Kateřiny Alexandrijské
- sametová, červené barvy, lemovaná hermelínem se nosila v opačném sledu, jako předchozí
- Seržová, červené barvy, se nosí během půstu, nebo při službě za zemřelého
- Červená, lemovaná hermelínem se nosí během tzv. Velikonoční doby a adventu.
- Z bílého damašku, lemovaná hermelínem se nosí výhradně v době od Velikonoční neděle do Letnic.[2]